# Expedição de Lewis e Clark

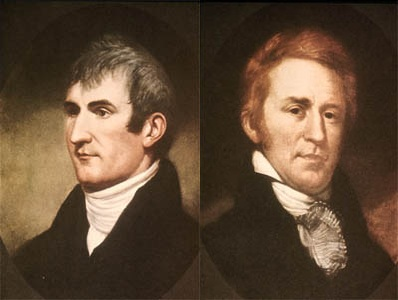
Lewis e Clark

Meriwether Lewis e William Clark formaram uma dupla de exploradores que lideraram a primeira grande expedição exploratória do continente norte-americano, partindo do Leste e indo em direção ao Oeste até a costa do Oceano Pacífico, com posterior retorno.

## Compra da Luisiana e expedição ao Oeste
Em 1803, a compra da Luisiana deixou claro o interesse do governo norte-americano em expandir seu território até às costas do Pacífico. Poucas semanas depois da compra, o presidente Thomas Jefferson defendeu a expansão ao oeste e conseguiu do Congresso a verba de 2 500 dólares para custear a expedição.
Thomas Jefferson há muito desejava a expansão, mas receava os perigos. Na França de 1785-1789 foram ouvidos numerosos planos para melhor explorar o noroeste do Pacífico. Em 1785 foi informado que o Rei Luís XVI tinha um plano de enviar uma missão de exploração científica. A missão fracassou devido ao mau tempo, logo que partiu de Botany Bay na Austrália em 1788. Em 1786 John Ledyard, que foi marujo do Capitão James Cook no Pacífico, contou a Jefferson seus planos de cruzar a Sibéria e então chegar à capital americana, o que acabou não acontecendo.
Em 1793 houve a primeira travessia transcontinental de caráter exploratório na América do Norte por não-nativos, realizadas por iniciativa do governo canadense: Sir Alexander Mackenzie, que já havia viajado pelo território em 1789 até à Divisória Continental e é tido como o primeiro europeu que avistou a parte ocidental do Oceano Ártico.

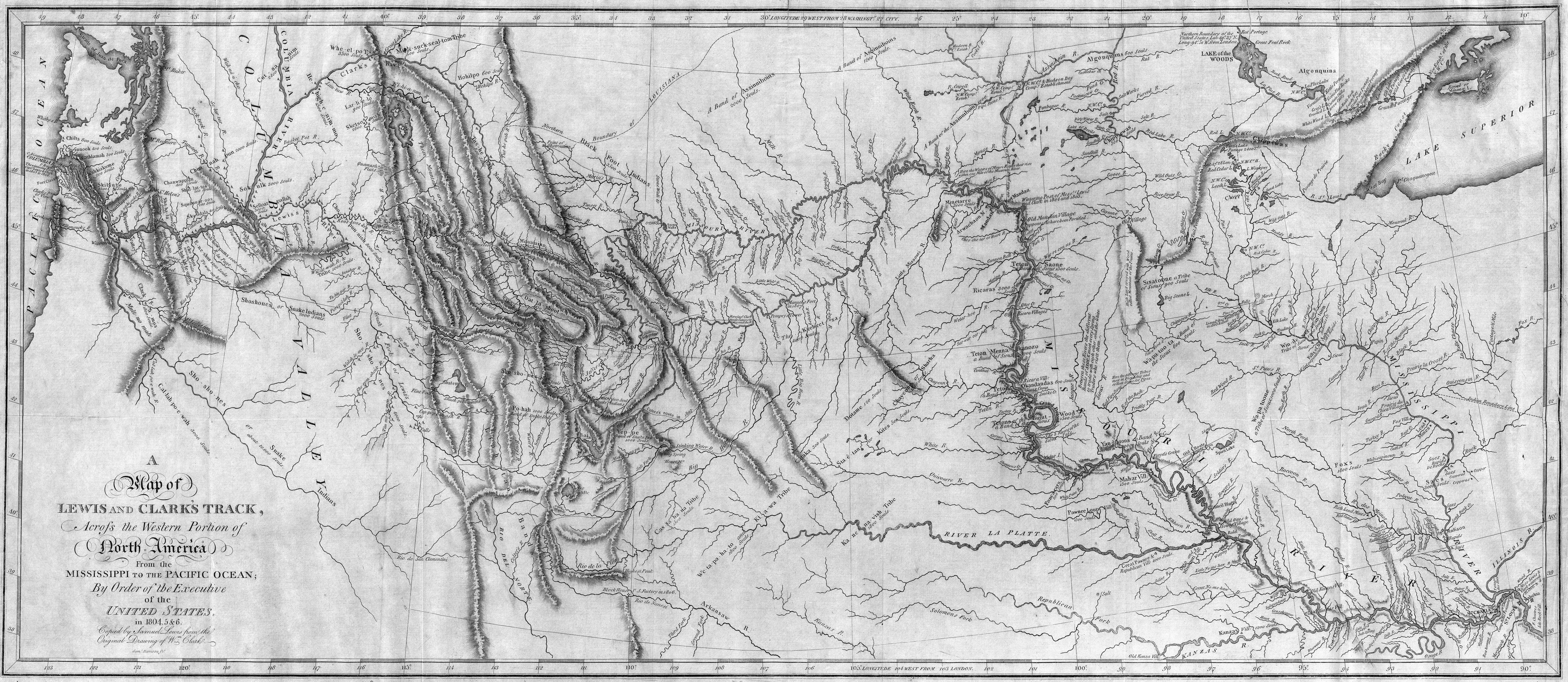
O famoso mapa de Lewis e Clark

A expedição estado-unidense para o Pacífico pretendia estudar os povos nativos, a botânica, a geologia, as terras e a vida selvagem da região, bem como avaliar o potencial de interferência dos caçadores e exploradores britânicos e franceses na região.
Jefferson convocou o capitão Meriwether Lewis para liderar a expedição. Em carta datada de 20 de junho de 1803, Jefferson escreveu para Lewis que o objetivo da missão era explorar o Rio Missouri, seu curso principal e as comunicações das águas fluviais com o Oceano Pacífico dos rios Colúmbia, Oregon e Colorado ou outros cursos de água da mesma direção e que possibilitassem a navegação e o desenvolvimento do comércio.
Lewis chamou William Clark para ser seu parceiro. Clark era oficialmente segundo-tenente mas Lewis sempre se referira a ele como Capitão.

## Diários

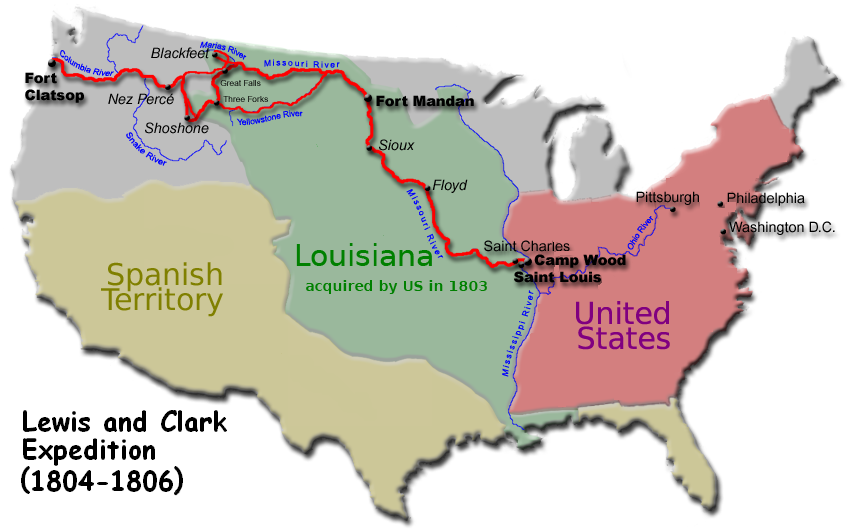
Rota da expedição

Lewis escreveu "Deixamos Pittsburgh Pensilvânia neste dia às 11 horas em ponto". A escrita data de 31 de agosto de 1803.
Lewis declarou a foz do rio Dubois (no lado este do rio Mississippi que vai até o rio Missouri) como o ponto oficial de partida da expedição, mas os dois meses e meio gastos para descer o Rio Ohio devem ser considerados como o verdadeiro início.
Clark fez cuidadosos preparativos e informou Jefferson. Ele comprou sal, uma tonelada de carne de porco e remédios.
Dos 33 exploradores, 29 foram recrutados e treinados durante o inverno de 1803-1804 na área do Campo Dubois, Território de Illinois. Eles partiram do Campo Dubois, próximo a atual Hartford (Illinois) e começaram a histórica jornada em 14 de maio de 1804. Eles se encontram com Lewis, que vinha de St. Louis (Missouri), em St. Charles, e seguiram o Rio Missouri em direção ao Oeste. Eles passaram por La Charrette, o último povoado branco do Rio Missouri. A expedição seguiu o rio até à atual Kansas City (Missouri) e Omaha (Nebraska). Em 20 de agosto de 1804, houve a morte do sargento Charles Floyd, provavelmente por uma apendicite aguda. Ele foi enterrado em Floyd's Bluff, próximo da atual Sioux City. Durante a última semana de agosto, Lewis e Clark chegaram ao limite das Grandes Planícies, um lugar com abundâncias de alces, veados, búfalos e castores. Eles já estavam em território Sioux.
A primeira tribo Sioux que eles encontraram, os Yankton Sioux, eram mais pacíficos que seus vizinhos, os Teton Sioux, também conhecidos como tribo Lakota. Os Yankton Sioux ficaram desapontados com os presentes recebidos—cinco medalhas—e não avisaram os exploradores sobre os  Teton Sioux. Estes receberam os presentes com franca hostilidade. Um dos chefes pediu o barco de Lewis e Clark como o preço para a passagem por seu território. Lewis e Clark se preparam para um ataque. Mas no último momento, os dois lados recuaram. Os exploradores rapidamente desceram o rio até parar no território da tribo Mandan.
No inverno de 1804–05, os exploradores construíram o Forte Mandan, próximo da atual Washburn (Dacota do Norte). Até o fim do inverno, os exploradores mantiveram boas relações com os índios. Foi em Forte Mandan que Lewis e Clark encontraram um caçador francês chamado Toussaint Charbonneau, cuja jovem esposa índia (Shoshone), Sacagawea, ajudou na tradução com os Shoshone e os Nez Perce. Sacagawea foi trazida para a expedição para servir como guia, juntamente como seu marido.

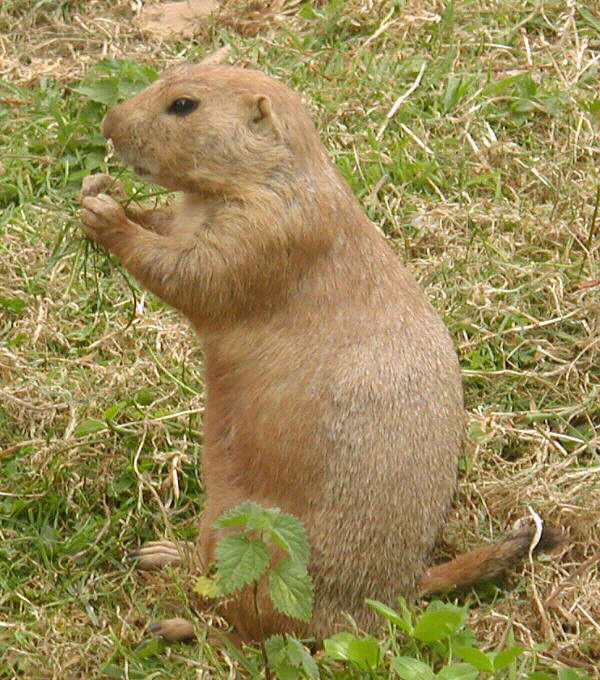
Um cão-da-pradaria

Em abril de 1805, alguns membros da expedição foram enviados de volta de Mandan. Eles levaram relatórios sobre as descobertas de Lewis e Clark, 108 espécies botânicas e zoológicas (incluindo animais vivos), 68 amostras minerais, e o mapa de Clark. Outras espécies foram enviadas à Jefferson periodicamente, incluindo um cão da pradaria.
A expedição continuou em direção às cabeceiras do rio Missouri e continuou pelo fim da Divisória Continental e montanha Lemhi Pass por cavalos. Em canoas, eles desceram as montanhas pelos Rio Clearwater (Idaho), o Rio Snake e o Rio Colúmbia, passando pelas cachoeiras de Celilo Falls e chegando próximo da atual Portland (Oregon). Neste momento Lewis parou para escalar o Monte Hood, uma montanha próxima do oceano. No topo Clark escreveu com carvão
"William Clark December 3rd 1805. By land from the U.States in 1804 & 1805"
Clark escreveu em seu diário que o oceano estava à vista. Com a chegada do segundo inverno a ser enfrentado pela expedição, o grupo decidiu votar se acampava na margem norte ou sul do rio Columbia. Os exploradores concordaram em acampar no lado sul, onde fica a atual Astoria, construindo o Forte Clatsop. Enquanto estavam no Forte, os homens começaram os preparativos para a viagem de volta retirando sal das águas do mar, caçando alces e outros animais, e interagindo com os nativos. O inverno de 1805-06 foi rigoroso, e os homens tiveram dificuldades para caçar. Eles nunca consumiram salmão porque o peixe retornara para os rios para a reprodução do Verão.
Os exploradores iniciaram a volta em 23 de março de 1806. No retorno, Lewis e Clark usaram quatro canoas dugout dos nativos. Um mês após a partida do Forte Clatsop, eles abandonaram as canoas e contornaram as cachoeiras.

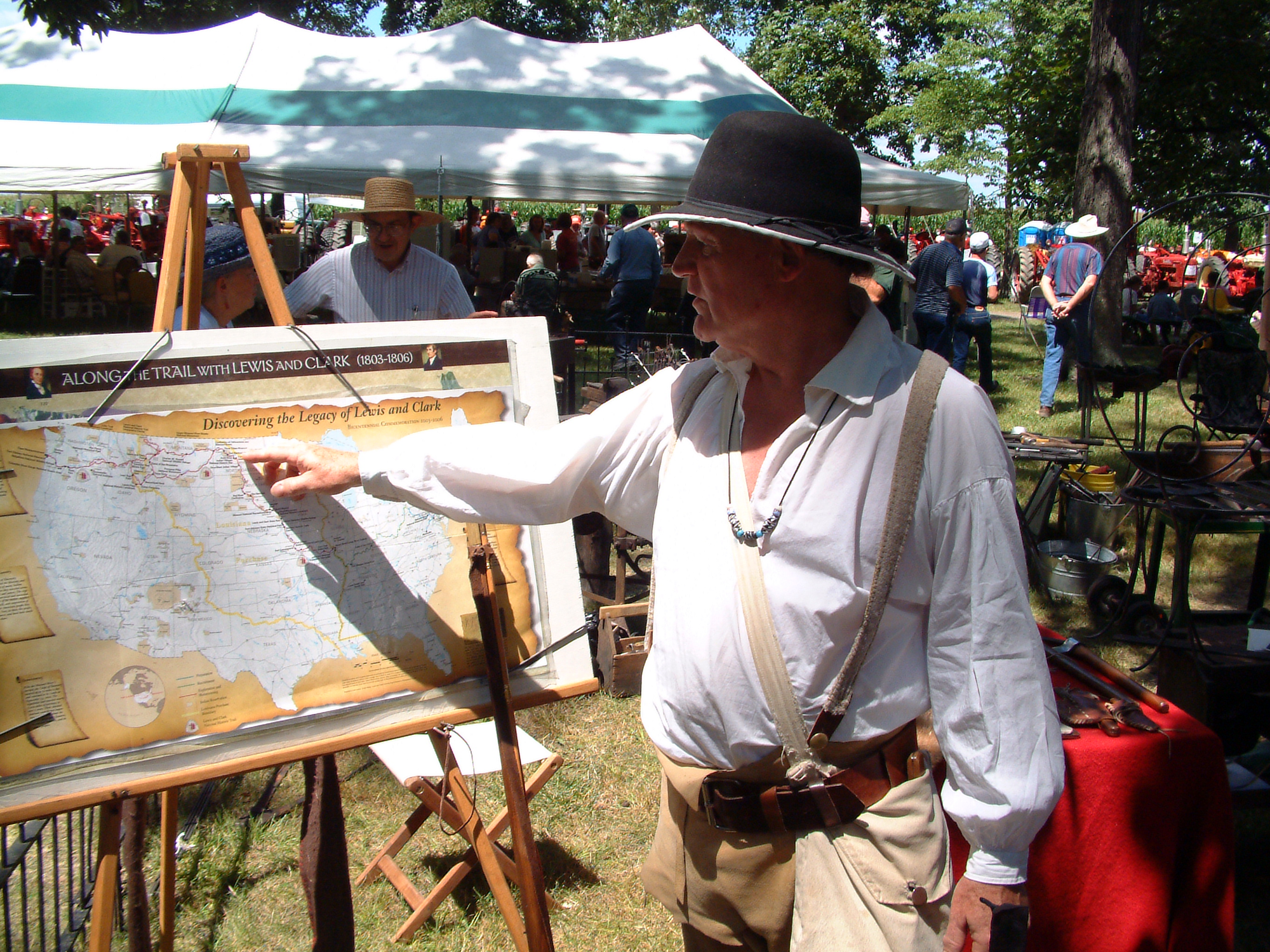
Reencenação na festa do bicentenário

Em 3 de julho, após atravessar a Divisória Continental, os exploradores se separaram em dois grupos para Lewis poder explorar o Rio Marias. Eles encontraram alguns índios Blackfeet. O encontro foi cordial mas durante a noite, os índios tentaram roubar a armas. Na luta que se seguiu, dois índios foram mortos, os únicos responsabilizados pela expedição. O grupo de Lewis era formado de quatro homens: além dele, estavam Drouillard e os irmãos Field, que percorreram 100 milhas (160 km) num dia até acamparem novamente. Clark, enquanto isso, havia entrado no território Crow. Esses índios ficaram com a reputação de ladrões de cavalos. À noite, metade dos cavalos de Clark sumira, mas nenhum índio foi avistado. Lewis e Clark continuaram separados até a confluência dos rios Yellowstone e Missouri em 11 de agosto. O grupo de Clark desceu rio abaixo de barco. Na reunião, um dos caçadores de Clark, Pierre Cruzatte, que era cego de um olho, confundiu Lewis com um alce e o feriu com um disparo na perna. Após a reunião, os grupos retornaram rapidamente ao lar pelo rio Missouri e chegaram em St. Louis em 23 de setembro de 1806.
A expedição terminara com variadas informações sobre os territórios norte-americanos e as pessoas que ali viviam, bem como os rios e montanhas, plantas e animais. A expedição deu uma grande contribuição para o mapeamento do continente americano.

## Consequências
Além do desbravamento e das descobertas geográficas, a expedição teve muitas consequências:
- Encorajou euro-americanos a ir para o Oeste;
- Iniciou as relações diplomáticas dos euro-americanos com os índios;
- Estabeleceu um precedente para a exploração militar do Oeste;
- Reforçou a formação do Território do Oregon;
- Atraiu a atenção da imprensa para o Oeste;
- Produziu textos sobre o Oeste (os diários de Lewis e Clark).

## Membros da Expedição
1. Capitão Meriwether Lewis — secretário particular do presidente Thomas Jefferson e líder da expedição.
2. Tenente William Clark — comandante da expedição, mas oficialmente o segundo-em-comando.
3. York — ex-escravo de Clark. Tratado como homem livre por todos da expedição. Único afro-americano durante a viagem.
4. Sargento Charles Floyd — morto no início da viagem.
5. Sargento Patrick Gass — chefe da carpintaria, promovido a sargento após a morte de Floyd.
6. Sargento John Ordway — responsável pelos suprimentos, guardando a comida e tomando notas para a expedição.
7. Sargento Nathaniel Hale Pryor — presidiu a corte marcial dos soldados John Collins e Hugh Hall.
8. Cabo Richard Warfington — comandou o retorno para St. Louis em 1805.
9. Soldado John Boley — treinador em Campo Dubois.
10. Soldado William E. Bratton — caçador e ferreiro.
11. Soldado John Collins — causou problemas disciplinares; ele foi a corte marcial por roubo de uísque que estava sob sua guarda.
12. Soldado John Colter — promovido a caçador, ganhou fama após a viagem.
13. Soldado Pierre Cruzatte — marinheiro francês.
14. Soldado John Dame.
15. Soldado Joseph Field — lenhador e caçador de peles, irmão de Reubin.
16. Soldado Reubin Field — lenhador e caçador de peles, irmão de Joseph.
17. Soldado Robert Frazer — manteve um diário que nunca foi publicado.
18. Soldado George Gibson — caçador, foi intérprete usando língua de sinais (provavelmente).
19. Soldado Silas Goodrich — o principal pescador da expedição.
20. Soldado Hugh Hall — corte marcial com John Collins por roubo de uísque.
21. Soldado Thomas Proctor Howard — corte marcial por mostrar aos índios como era fácil escalar os muros do Forte Mandan.
22. Soldado François Labiche — francês que serviu como intérprete e marinheiro.
23. Soldado Hugh McNeal — o primeiro explorador branco das cabeceiras do Rio Missouri na Divisória Continental.
24. Soldado John Newman — corte marcial e confinamento.
25. Soldado John Potts — imigrante alemão.
26. Soldado Moses B. Reed — condenado por deserção e expulso da expedição.
27. Soldado John Robertson.
28. Soldado George Shannon — ficou perdido por duas vezes, a primeira por 60 dias. Era o membro mais jovem da expedição, com 19 anos de idade.
29. Soldado John Shields — ferreiro, armeiro e carpinteiro; com John Colter, foi a corte marcial.
30. Soldado John B. Thompson.
31. Soldado Howard Tunn — caçador e navegador.
32. Soldado Ebenezer Tuttle — um dos homens enviados de volta em 12 de junho de 1804.
33. Soldado Peter M. Weiser — pequenos problemas disciplinares no Rio Dubois.
34. Soldado William Werner.
35. Soldado Isaac White — um dos homens enviados de volta em 12 de junho de 1804.
36. Soldado Joseph Whitehouse — alfaiate; manteve um diário.
37. Soldado Alexander Hamilton Willard — ferreiro; ajudado por John Shields. Foi atacado em julho de 1805 por um urso branco próximo a uma cachoeira do Rio Missouri. Resgatado por Clark e três outros.
38. Soldado Richard Windsor.
39. Toussaint Charbonneau — marido de Sacagawea; foi tradutor e cozinheiro.
40. Sacagawea — esposa de Charbonneau; traduziu as línguas indígenas Shoshone e Hidatsa e foi uma valorosa participante da expedição.
41. Jean Baptiste Charbonneau — filho de Charbonneau e Sacagawea, nascido em 11 de fevereiro de 1805; sua presença ajudou a convencer os índios de que a expedição não era militar.
42. George Drouillard — intérprete da língua de sinais; o melhor caçador da expedição.
43. "Seaman", o grande cão negro de Lewis, da raça Terra-Nova.

## Leitura

### História
- Lewis and Clark Among the Indians, James P. Ronda, 1984 - ISBN 0-8032-3870-3
- Undaunted Courage, Stephen Ambrose, 1997 - ISBN 0-684-82697-6
- National Geographic Guide to the Lewis & Clark Trail, Thomas Schmidt, 2002 - ISBN 0-7922-6471-1
- The Journals of the Lewis and Clark Expedition, 13-Volume Set, editado por Gary E. Moulton, 2002 - ISBN 0-8032-2948-8
- In Search of York:  The Slave Who Went to the Pacific With Lewis and Clark, Robert B. Betts, 2002 - ISBN 0-87081-714-0
- Online text of the Expedition's Journal at Projeto Gutenberg
- Lewis & Clark: The Journey of the Corps of Discovery, Ken Burns, 1997 - ISBN 0-679-45450-0
- Lewis and Clark: across the divide, Carolyn Gilman, 2003. Washington, D.C.: Smithsonian Books. ISBN 1588340996
- The Way to the Western Sea: Lewis and Clark Across the Continent, David Lavender, 1988. Harpercollins. ISBN 0060159820